# 鈴木栄太郎
鈴木 栄太郎（すずき えいたろう、1894年9月17日 - 1966年9月20日）は日本の社会学者。農村社会学・都市社会学の泰斗。自然村対行政村の概念を提示。

## 略歴
1894年、長崎県壱岐島に生まれる。長崎県立壱岐中学校、第一高等学校を経て、1922年に東京帝国大学文学部を卒業後、京都帝国大学大学院に進学し米田庄太郎に師事。岐阜高等農林学校教授（1925年～）、京城帝国大学助教授（1942年～）を経て、1947年より北海道大学教授。また、1946年にはGHQの民間情報教育局顧問を務めた。
北大退官後は、東洋大学教授（1958年～）、和光大学教授（1965年）を歴任し、1966年、死去。

## 研究
農村社会学については『日本農村社会学原理』(1940年)、都市社会学については『都市社会学原理』(1957年)を著わし、それまで体系化の進んでいなかった両学問分野の方法論を提示し、先駆的な業績をのこした。
農村の生活諸関係の累積の中に（行政村に対峙する）「自然村」を見いだすとともに、社会的交流の「結節機関」の集中、累積の中に都市の本質を求めた。そして、この結節機関によって連結される村落と都市の全体として、国民社会が成立すると論じた。
また、シカゴ学派に対する批判者としても知られる。

## 著作

### 単著
- 『農村社会学史』（刀江書院、1933年）
- 『日本農村社会学原理』（時潮社、1940年）
- 『朝鮮農村社会踏査記』（大阪屋号書店、1944年）
- 『日本農村社会学要論』（時潮社、1949年）
- 『都市社会学原理』（有斐閣、1957年）
- 『国民社会学原理ノート』（1970年）

- 『鈴木栄太郎著作集』（全8巻、未來社）

### 翻訳
- ハーバート・スペンサー『個人対国家――諸科学の分類・社会有機体』（社会学研究会、1923年）
- レオナルド・ホブハウス『国家の形而上学的学説』（不及社、1924年）